# 国際惑星地球年
国際惑星地球年（こくさいわくせいちきゅうねん、英語: International Year of Planet Earth, 2008、IYPE）は、主に2008年に行われた国際年の一つである。
2008年を中心とし、2007年から2009年まで各種事業が行われた:68。

## 概要
国際惑星地球年はアジェンダ21や兵庫行動枠組を基に、持続可能な社会のために必要な地球科学の知識を普及することを目標とし、国際地質科学連合と国際連合教育科学文化機関が共同で制定した。この目的に対し、以下のトピックについてテーマが制定された:62。
- 地下水
- 災害
- 地球と健康
- 気候変動
- 資源
- 巨大都市
- 地球深部
- 海洋
- 土壌
- 地球と生命

これらのテーマについて国際惑星地球年においては、科学技術的側面とアウトリーチ的側面の双方を同時に推進を行った。これは目的の一つに「地球科学の知識を必要とすることを普及する」とある通り、単に科学的側面のみでは一般大衆や政策決定者に対して普及を行うことは不可能であるからである。具体的なアウトリーチ活動として、国際惑星地球年は、地球科学に関連した様々な催しの開催や、写真コンテストの開催などを例として挙げた:63。

## 運営団体
国際惑星地球年は以下に挙げる団体が、共同でアメリカ合衆国デラウェア州にアメリカ合衆国法が定める501(c)団体を設立し運営を行った:65。
- 国際測地学・地球物理学連合
- 国際地理学連合
- 国際土壌科学連合（International Union of Soil Sciences）
- 国際リソスフェア探査開発計画（Dynamics and Evolution of the Lithosphere Project）
- オランダ地質調査所（Geological Survey of the Netherlands）
- ロンドン地質学会
- 国際土壌情報照会センター（International Soil Reference and Information Centre）
- 国際応用地質学会
- the International Society of Rock Mechanics
- 国際地盤工学会（InternationalSociety of Soil Mechanics and Geotechnical Engineering）
- 国際第四紀学連合（International Union for Quaternary Research）
- 米国地質協会（American Geological Institute）
- 米国石油地質協会（American Association of Petroleum Geologists）
- 米国地質技術者協会（American Institute of Professional Geologists）

これの他に協賛団体として以下の組織が協賛を行った。
- 国際科学会議
- 世界地質図委員会

## 各国での活動
ここにおいては世界各国内で行われた各種活動について記述する。

### 日本

#### ジオパーク
日本においては2007年12月に「日本ジオパーク連絡協議会」が、2008年5月に「日本ジオパーク委員会」がそれぞれ設立された:69。日本地質学会はこれに際し、ジオパークの推進を国際惑星地球年の重要な活動として位置づけを行い、日本ジオパーク委員会の委員の推薦や候補地の募集などを通して支援を行った。

#### 地質の日
2007年3月13日に日本地質学会などは、毎年5月10日を「地質の日」と定めた。2008年に第一回地質の日関連のイベントが執り行われ、一般大衆に向けた広報活動が行われた:70。

#### 地学オリンピック
2007年から国際科学オリンピックの一つである、国際地学オリンピックが開催された。日本は第一回国際地学オリンピックへ日本地球惑星科学連合国際地学オリンピック小委員会から視察団を派遣し、翌年の2008年から国際地学オリンピックに参加することを決定した。
2007年12月には特定非営利活動法人地学オリンピック日本委員会が設立され、2008年8月31日から9月6日まで行われた第二回国際地学オリンピックにおいては、銀メダル3個、銅メダル1個を獲得した:70-71。